# Associazione Sportiva Solbiatese 1968-1969
Questa voce raccoglie le informazioni riguardanti l'Associazione Sportiva Solbiatese nelle competizioni ufficiali della stagione 1968-1969.

## Rosa
| N. |                   | Ruolo | Calciatore         |
| -- | ----------------- | ----- | ------------------ |
|    | Italia (bandiera) | P     | Leonorio Borghese  |
|    | Italia (bandiera) | C     | Ididoro Brusatelli |
|    | Italia (bandiera) | C     | Adelio Crespi      |
|    | Italia (bandiera) | A     | Renzo Dalle Crode  |
|    | Italia (bandiera) | C     | Flavio Del Barba   |
|    | Italia (bandiera) | C     | Roberto Dorini     |
|    | Italia (bandiera) | D     | Giovanni Eridano   |
|    | Italia (bandiera) | C     | Pietro Fagnani     |
|    | Italia (bandiera) | D     | Luciano Fiorin     |
|    | Italia (bandiera) | A     | Carlo Foglia       |

| N. |                   | Ruolo | Calciatore          |
| -- | ----------------- | ----- | ------------------- |
|    | Italia (bandiera) | A     | Claudio Longo       |
|    | Italia (bandiera) | A     | Ferdinando Milanesi |
|    | Italia (bandiera) | C     | Carlo Morganti      |
|    | Italia (bandiera) | P     | Luigi Pisci         |
|    | Italia (bandiera) | C     | Salvatore Rampanti  |
|    | Italia (bandiera) | A     | Tomaso Rossi        |
|    | Italia (bandiera) | D     | Roberto Santi       |
|    | Italia (bandiera) | P     | Roberto Simionato   |
|    | Italia (bandiera) | C     | Benvenuto Vergani   |